# Hindenburg (2011)
Hindenburg ist ein zweiteiliger Fernsehfilm des Regisseurs Philipp Kadelbach aus dem Jahr 2011. Das Drehbuch schrieb Johannes W. Betz. Der Film basiert auf dem Absturz des Zeppelins LZ 129 „Hindenburg“ im Jahre 1937, die Handlung ist jedoch weitgehend frei erfunden. Die Erstausstrahlung erfolgte am 6. und 7. Februar 2011 auf RTL und auf ORF 2. Die DVD erschien am 11. Februar 2011.

## Handlung
Die fiktive Handlung des Zweiteilers weist neben der Primärhandlung, die sich um eine Bombe an Bord der Hindenburg rankt, mehrere weitere Handlungsstränge auf.
Der Luftschiffkonstrukteur Merten Kröger sieht auf einem Empfang Jennifer van Zandt wieder, in die er sich verliebt hat, seitdem er von ihr nach seinem Absturz mit einem Schulgleiter in einen Teich aus dem Wasser gerettet und wiederbelebt wurde. Jennifer ist die Tochter eines amerikanischen Chemieproduzenten, der die Zeppelin-Reederei mit Helium beliefern möchte.
Kröger erfährt kurz vor dem Abflug der Hindenburg von einer an Bord befindlichen Bombe. Nach einer tätlichen Auseinandersetzung mit Fritz Rittenberg, dem Verehrer von Jennifer und Anteilseigner der I.G. Farben, steht er unter Mordverdacht und muss sich unerkannt an Bord begeben. Er versucht herauszufinden, was die mit ihrer Mutter an Bord mitreisende Jennifer mit dem Attentat zu tun hat.
Kröger wird in der Hindenburg entdeckt, verhört und gefoltert. Sowohl der an Bord befindliche Geschäftsführer der Zeppelin-Reederei als auch zwei ebenfalls an Bord befindliche Gestapo-Offiziere bezweifeln Krögers Geschichte; vielmehr wird vermutet, dass er wichtige Dokumente außer Landes schmuggeln will. Diese Papiere, die Angriffspläne der deutschen Wehrmacht enthalten, wurden, wie sich später herausstellt, durch den Funker Schmidt der Hindenburg an Bord geschmuggelt. Durch Detektivarbeit seines Freundes Alfred Sauter, der als 1. Offizier auf der Hindenburg Dienst tut, und Jennifers werden Beweise zur Bombe gefunden. Die Suche nach der Bombe beginnt. Aufgrund einer wetterbedingten Verspätung der Hindenburg besteht die Gefahr, dass ein auf die Zeit nach der Landung eingestellter Zeitzünder die Bombe noch in der Luft detonieren lassen könnte.
Wie sich herausstellt, ist der Zweck des Attentats, die Hindenburg nach der Landung in den USA explodieren zu lassen, um so eine Aufhebung des von den USA gegen Deutschland gerichteten Embargos zu erreichen und damit eine Lieferung von Tetraethylblei zu ermöglichen. Mit dem so verbesserten Flugbenzin sollte der Überfall auf Polen ermöglicht werden.
Weitere Handlungsstränge befassen sich u. a. mit dem Varietékünstler Gilles Broca. Dieser gerät zunächst unter Verdacht, der Bombenleger zu sein, da er zur Versorgung seines mitreisenden Schäferhunds als einziger Passagier auch die Laderäume der Hindenburg betreten darf. In einer weiteren Nebenhandlung wird die Geschichte der jüdischen Familie Kerner erzählt, die im Geheimen mit ihrem Vermögen emigrieren will. Frau Kerner wird während der Reise vom mitreisenden deutschen Luftwaffenoffizier Karl Erdmann bedrängt.
Bei einem scharfen Wendemanöver in Lakehurst reißt ein Spannseil und schlägt einen Riss in eine der Traggaszellen. Zwar gelingt es Kröger, die Bombe in letzter Minute zu entschärfen, doch aufgrund der elektrostatischen Entladung des Zeppelins (in Form von Elmsfeuer) in Verbindung mit dem entweichenden Wasserstoff kommt es schlussendlich doch noch zur Entzündung des Gases; der Zeppelin brennt ab und reißt u. a. Sauter, Jennifers Mutter, Erdmann und die männlichen Angehörigen der Familie Kerner in den Tod. Kröger und Jennifer überleben, doch sie müssen sich zum Schluss noch mit Hintermännern der Bombe auseinandersetzen.

## Hintergrund
Die Startszenen wurden im Herbst 2009 mit einem Modell der Steuergondel auf dem Gelände des ehemaligen Fliegerhorstes Hopsten gedreht. Die Hindenburg wurde später mittels CGI-Effekten eingefügt. Die Absturzszenen wurden mithilfe eines kleinen Hüllenmodells ebenfalls auf dem Gelände des Fliegerhorstes zwischen Hopsten und Dreierwalde gedreht. Der Film wurde von TeamWorx produziert und war mit einem Budget von über 10 Millionen Euro ausgestattet. Damit ist er die bislang teuerste RTL-Eigenproduktion.

## Authentizität
Die visuellen Effekte des Films wurden von Pixomondo erstellt. Die Fachberatung Militärhistorik übernahm der Militärhistoriker Rolf-Dieter Müller.
Im Film ist regelmäßig vom „Flug“ der Hindenburg bzw. vom „Fliegen“ in der Hindenburg die Rede, obwohl diese Bezeichnung falsch ist, da die Fortbewegung von „Luftfahrzeugen leichter als Luft“ (Luftfahrzeuge die nach dem archimedischen Prinzip arbeiten; d. h. Ballons, Luftschiffe etc.) als „Fahren“ und nicht als „Fliegen“ bezeichnet wird. Selbst Figuren, die dies aufgrund ihres Hintergrunds wissen müssten (z. B. der Geschäftsführer der Reederei, Hugo Eckener, oder der Kapitän Max Pruss), benutzen diese falsche Terminologie. Auch waren Zeppeline üblicherweise „männlich“, d. h. die Benennung lautete nicht „die Hindenburg“, sondern „der Hindenburg“; jedoch schlich sich eine Schiffen entsprechende Nomenklatur nach und nach ein.
Die Filmkulissen orientieren sich nur bedingt an dem Original: Das Gerippe aus Duraluminium war in Wirklichkeit blau lackiert, das Rauchen ausschließlich in der geschlossenen Raucherkabine auf dem unteren Deck der Passagiersektion neben der Bar gestattet, die Aufenthaltsräume und Kabinen deutlich kleiner und in helleren Farben gehalten, die 25 Standard-Passagierkabinen des A-Decks (oberes Deck) waren fensterlos (alle befanden sich im Innenteil der Fahrgastanlage), und einen Podestaufbau des Speise- und Promenadendecks gab es erst beim Schwesterschiff der Hindenburg, LZ 130. Außerdem befand sich der gezeigte Blüthner-Flügel aus Aluminium 1937 nicht an Bord.
Die von 1936 auf 1937 durchgeführten Umbauten, derenthalben der Flügel aus Gewichtsgründen entfernt wurde, wurden im Film zumindest zum Teil berücksichtigt. In die Saison 1937 startete der Hindenburg mit 10 neuen Kabinen für insgesamt 22 weitere Passagiere (9 Zwei-, eine Vierbettkabine), die steuerbord an das B-Deck (unteres Deck) angefügt wurden. Diese Kabinen waren größer als die Standardkabinen des A-Decks ausgeführt und verfügten über große Fenster; der neue Trakt verfügte über einen eigenen Stewardraum und gegenüberliegend eigene WCs. Möglich wurde diese Erweiterung dadurch, dass der Hindenburg statt mit Helium mit Wasserstoffgas gefüllt bleiben sollte, wodurch sich ca. 10 Prozent mehr Auftrieb ergaben.

## Rezeption

### Einschaltquoten
Die Quoten des ersten Teils am 6. Februar 2011 waren für RTL sehr zufriedenstellend. 7,84 Millionen Zuschauer sahen sich den ersten Teil des RTL-Eventmovies an und bescherten dem Privatsender damit 20,9 Prozent Marktanteil. In der Zielgruppe erreichte man 4,43 Millionen Zuschauer und eine Quote von 27,7 Prozent.
In ORF 2 sahen 815.000 Zuschauer (26 Prozent nationaler Marktanteil) den ersten Teil und 752.000 den zweiten Teil. Im Schnitt waren bei den beiden Teilen also 783.500 Zuschauer dabei.

### Kritik
„…Wie sich das aber ereignet, zeigt ein RTL-Zweiteiler, der die übliche Katastrophenroutine deutscher Fernsehproduktionen überragt. Und zwar, weil die Macher investiert haben: viel Geld, mehr als zehn Millionen Euro. Viel Zeit, mehr als drei Jahre. Und viel Gespür für eine Geschichte, die geschickt mit Historie und Fiktion spielt. Herausgekommen ist eine „Titanic“ der Lüfte, ein Untergang mit Ansage und – was sein muss, muss sein – mit großer, dramatischer, schön anzusehender Liebesgeschichte.“

„Regisseur Philipp Kadelbach zieht bei den Special Effects alle Register, hat es im Projektbudget von 10,5 Millionen Euro untergebracht, die Hindenburg im Studio teilweise nachzubauen – und lässt den Zeppelin, der sich als Stolz des nationalsozialistischen Deutschlands in die Lüfte erhob, in spektakulären, digital am Computer generierten Bildern in Flammen aufgehen. Da steht das Ende der „Titanic der Lüfte“ der spektakulären Hollywood-Verfilmung vom Untergang des Dampfers kaum nach.“

„Blut und Action, Sex und Kinderherzen: Für ihren RTL-Zweiteiler "Hindenburg" fackeln die Filmprofis von Teamworx gewohnt patent alle verfügbaren Effekte ab. Das legendäre Luftschiff selbst wird dabei aber leider zur Deko-Nebenrolle verdammt.“

### Auszeichnungen
- Deutscher Fernsehpreis 2011 in der Kategorie Bester Mehrteiler